# 喜多祥介
喜多 祥介（きた しょうすけ、1958年12月15日 - 1988年2月25日）は、大阪府出身の日本のモーターサイクル・ロードレースレーサー。身長164cmと小柄ながら1000ccや750ccの大排気量マシンを得意とした。1980年代の全日本ロードレース選手権、鈴鹿8時間耐久ロードレースに参戦した。

## 経歴
1979年に空冷エンジン搭載のホンダ・MTR125でサーキットデビュー、7位と2位を記録する。1980年はジュニアクラス250ccにヤマハ・TZ250で1戦だけ出場した。同年、カワサキにテストライダーとして入社。社内チーム「Team38」に所属し、改造したKX125でジュニア125ccクラスに参戦。そこで好成績は残せなかったが、国際A級への申請昇格が認められ1982年の鈴鹿200kmレースよりスーパーバイククラスに転向する。
1983年はTeam38より1000ccエンジンのモンスターマシンで競われるTT-F1クラスに全戦参戦。3月13日、雨となった開幕戦・鈴鹿BIG2&4レースで、F1クラスのルーキーながらトップを走行し、結果は転倒リタイヤとなるも見せ場を作り頭角を現す。6月12日の鈴鹿200kmレースでは、優勝した清原明彦、2位の岡正弘に続いて3位でチェッカーを受け、カワサキ勢による表彰台独占を達成。同年7月31日に行われた「第6回鈴鹿8時間耐久レース」でもKR1000で終盤に日本人ペア最上位の3位まで浮上、残り1時間を切ったところで転倒し結果4位となったが評価を高めた。1984年、TT-F1クラスが排気量750ccまでに変更され全日本ロードレース選手権に組み込まれたが、鈴鹿以外では参戦台数が揃わずSUGO戦が不成立となるなど全4戦での選手権となった。ホンダ・CBX750勢が強さを発揮する中、喜多はGPZ750で八代俊二(モリワキ)、萩原紳治(ブルーヘルメットMSC)に次ぐランキング3位（カワサキ勢最上位）を獲得。しかし同年をもってカワサキがレース活動の縮小を決定する。
1985年、カワサキでの走りを認められ、名門ヨシムラに移籍。750ccの4ストロークエンジン車で争われるTT-F1クラスだけでなく、400ccまでのマシンで争われ参戦台数が多い激戦区TT-F3クラスとのダブルエントリーをする体制となった。ヨシムラでは新鋭(喜多の1学年後輩)辻本聡も同時に加入しており、チームとしてリフレッシュされたシーズンとなった。6月23日に行われた全日本第6戦筑波のTT-F1クラスで全日本初優勝を達成。シーズンランキングでは4位を獲得。TT-F3クラスでは同年ホンダ・ワークス(HRC)が新投入したRVF400が速く、シーズンを支配していた。最終戦となる日本グランプリ（鈴鹿）で喜多がHRCの山本陽一が駆るRVFをヨシムラ・GSX-R400でバトルの末打ち破り、同年のTT-F3クラスでHRC以外の唯一の勝利者となる金星を挙げた。一方で転倒負傷による菅生ラウンドの欠場や、エンジントラブルによるリタイヤなども度々あり、F3クラスのランキングは7位となった。辻本とのコンビでヨシムラから参戦した鈴鹿8時間耐久レースでは6位に入賞。この年のヨシムラでは初来日し全日本選手権にスポット参戦したケビン・シュワンツもチームメイトであった。
1986年、元・世界グランプリ350ccクラス王者であり前年途中で現役引退していた片山敬済が自らのGP参戦のために興していた「レーシングチーム・カタヤマ (RTK)」の監督として全日本ロードレース選手権への本格参戦を表明。総監督である片山はWGP250ccの参戦ライダーとして福田照男（1982年全日本250ccチャンピオン）を起用し、ヨーロッパでグランプリを走る夢を持っていた喜多をRTKの全日本選手権でのエースとして起用。これまでのレースキャリアでは4ストロークエンジンの大排気量マシンでのレース参戦であったが、世界GPを目指すという目標のため、同年からは操作性の大きく異なる2ストロークエンジンである全日本250ccクラスへ参戦カテゴリーを転向する。メインスポンサーにTDA東亜国内航空（後のJAS）が付き、レインボーカラーに塗られたホンダ・RS250Rでの参戦だったが、シーズン序盤では負傷のためWGPを欠場していた福田用のワークスマシン・NSR250に乗るチャンスが与えられた。全日本250ccクラスの開幕レースとなった4月6日の菅生では、予選2位からスタートし決勝でも最終ラップまでトップを走るヤマハ・YZR250の長谷川嘉久を追う中で転倒リタイヤを喫すると、以後も予選タイムアタックで上位につけるものの決勝レース中の転倒が多く、RS250Rにマシンを戻した。8月10日の第7戦筑波で5位に入賞しシーズン初ポイントを獲得。以後調子を取り戻すも、年間ランキングは11位とチーム加入当初の目標であるWGP進出のために片山を納得させる結果を出すには至らなかった。なお、同年最終戦の鈴鹿では250ccクラスだけでなくTT-F1クラスにもダブルエントリー、TT-F1でのマシンとスタッフはHRCからのサポートを受けた。これは本来HRCからTT-F1に参戦予定だった三浦昇の負傷欠場が長びいたため巡ってきたチャンスだった。ホンダワークスの最新RVF750を得た喜多は、スポット参戦していたワイン・ガードナーから0.346秒差の予選3位タイムを記録。決勝レースでも2位でチェッカーを受け表彰台を獲得し、86年のベストレースとなるとともにTT-F1の750ccマシンとの相性の良さを見せた。9月20日-21日に富士スピードウェイで開催されたスーパースプリント'86では、WGPのトップ選手であるアルフォンソ・ポンス、アントン・マンク、カルロス・ラバード、コーク・バリントンなども参戦する中、雨となった予選でポールポジションを獲得した。
1987年は参戦カテゴリーをTT-F1クラスに戻し、引き続きRTKから全日本選手権にフルエントリーする。メインスポンサーはファミリーマートが新たに付き、マシンは86年型のRVF750がホンダより供給されることとなった。全日本とは別に、同年の3月に20年ぶりとなる日本開催が復活したWGP第1戦日本グランプリ（鈴鹿）に前年の全日本250ccクラス参戦歴によるワイルドカード参戦の資格があったことから、この日本GPのWGP250ccクラスにRTKよりRS250でスポット参戦。これがキャリアで唯一の世界グランプリ参戦となった。同年のTT-F1ではレインレースとなった第3戦菅生で3位表彰台を獲得。シーズンを通してリタイヤは1度だけというこれまでのキャリアで最も安定した結果を残し、ランキング5位となった。一方で、レース終盤に「腕上がり」の症状に苦しむレースもあった。
トレーニングではレース実戦でのスタミナ向上とマシンコントロール技術の向上のため、モトクロスでの走り込みを取り入れていたが、1988年2月20日に千葉県成田モトクロスランドでオフシーズン・トレーニングを重ねていた際に転倒し頭部を強打。旭中央病院に入院したが、脳挫傷のため5日後に息を引き取った。29歳没。

## 評価
ヨシムラが喜多を獲得した際、「身体が小さいが、パワーのあるマシンを操るセンスがある。カワサキのマシンを乗りこなしていた喜多であれば、よりコンパクトなつくりであるヨシムラのGSXにフィットするだろう」と吉村秀雄からの高評価を受けての加入であった。1986年に250ccクラス転向後、一時転倒が増えていた要因についてRTKの福田照男は、「彼は序盤、僕の復帰が遅れたため乗り手がいなかったNSRで参戦して転倒を多くしましたが、それまで乗ってきた4ストのF1マシンから2ストのワークスマシンNSRでは、その運動性能がかなり違うにもかかわらず、事前のプラクティスの時間が少ないという事情があった。僕の経験から言ってもNSRはとても軽量な、暴れ馬のような凶暴性を帯びたマシンで、乗ってすぐ速く走れるというような魔法のクルマではないんです。喜多選手のように違う特性のマシンでの経験が長いほど苦労するマシンだったと思います。」とNSRでの転倒要因を考察している。

## レース戦歴

### 鈴鹿8時間耐久オートバイレース
| 年   | チーム        | ペアライダー | 車番 | マシン           | タイヤ | 予選順位 | 予選タイム | 決勝順位 | 周回数 |
| ---- | ------------- | ------------ | ---- | ---------------- | ------ | -------- | ---------- | -------- | ------ |
| 1982 | Team 38       | 宮川康       | 70   | カワサキ・Z1000  | D      | 21       | 2'23”39    | 32位     | 105    |
| 1983 | Team 38       | 岡正弘       | 46   | カワサキ・KR1000 | D      | 17       | 2'30”57    | 4位      | 186    |
| 1984 | Team 38       | 斉藤昇司     | 26   | カワサキ・GPZ750 | D      | 10       | 2'26”40    | Ret      | 59     |
| 1985 | ヨシムラMOTUL | 辻本聡       | 37   | スズキ・GSX-R750 | D      | 6        | 2'23”12    | 6位      | 190    |

- 1982年は台風による悪天のため6時間に短縮された。

### 全日本ロードレース選手権
| 年     | チーム                       | クラス | 車番 | 使用車両                      | タイヤ | 1       | 2     | 3       | 4       | 5       | 6       | 7       | 8       | 9     | 10      | 11    | 順位 | ポイント |
| ------ | ---------------------------- | ------ | ---- | ----------------------------- | ------ | ------- | ----- | ------- | ------- | ------- | ------- | ------- | ------- | ----- | ------- | ----- | ---- | -------- |
| 1979年 | Team ZELOS                   | 125cc  |      | ホンダ・MTR125                |        | TSU     | TSU   | SUZ 7   | TSU     | SUZ 2   | SUG     | TSU     | SUZ     |       |         |       | 12位 | 16       |
| 1983年 | Team 38                      | TT-F1  | 17   | カワサキ・Z1000J              | D      | SUZ Ret | SUZ   | SUZ 3   | SUZ 4   |         |         |         |         |       |         |       | 7位  | 21       |
| 1984年 | Team 38                      | TT-F1  | 2    | カワサキ・GPZ750              | D      | SUZ 5   | SUG C | SUZ 4   | SUG C   | SUZ     | SUG C   | SUZ 4   |         |       |         |       | 3位  | 46       |
| 1985年 | ヨシムラMOTUL                | TT-F1  | 3    | スズキ・GSX-R750              | D      | SUZ 4   | -     | SUZ Ret | -       | SUG inj | SUZ 2   | TSU 1   | SUG Ret | TSU C | SUG Ret | SUZ 3 | 4位  | 68       |
| 1985年 | ヨシムラMOTUL                | TT-F3  | 30   | スズキ・GSX-R400              | D      | -       | TSU 4 | SUZ 3   | TSU Ret | SUG inj | SUZ Ret | TSU Ret | SUG     | -     | SUG Ret | SUZ 1 | 7位  | 51       |
| 1986年 | TDA レーシングチームカタヤマ | 250cc  | 80   | ホンダ・NSR250 ホンダ・RS250R | M      | -       | TSU C | SUG Ret | SUZ Ret | TSU Ret | SUG Ret | -       | TSU Ret | TSU 5 | SUG 7   | SUZ 5 | 11位 | 34       |
| 1986年 | HRC                          | TT-F1  | 4    | ホンダ・RVF750                | M      | SUZ -   | -     | SUG -   | SUZ -   | -       | SUG -   | SUZ -   | TSU -   | TSU - | SUG -   | SUZ 2 | 19位 | 20       |
| 1987年 | ファミリーマート RTカタヤマ  | TT-F1  | 19   | ホンダ・RVF750                | D      | SUZ 11  | SUZ 8 | SUG 3   | SUZ 7   | TSU 5   | SUG Ret | SUG 5   | SUZ 5   | TSU 4 |         |       | 5位  | 82       |

- 太字はポールポジション、斜体はファステストラップ。
- 1983年のTT-F1クラスは全日本選手権がかけられていない。

### ロードレース世界選手権
(key) 
| 年     | クラス | チーム     | No. | 車両   | 1       | 2   | 3   | 4   | 5   | 6   | 7   | 8   | 9   | 10  | 11  | 12  | 13  | 14  | 15  | ポイント | 順位 |
| ------ | ------ | ---------- | --- | ------ | ------- | --- | --- | --- | --- | --- | --- | --- | --- | --- | --- | --- | --- | --- | --- | -------- | ---- |
| 1987年 | 250cc  | RTK-ホンダ | 52  | RS250R | JPN Ret | ESP | GER | ITA | AUT | YUG | NED | FRA | GBR | SWE | CZE | RSM | POR | BRA | ARG | 0        | NC   |